# Åstorp
Åstorp – miejscowość (tätort) w południowej Szwecji, w regionie administracyjnym (län) Skania. Siedziba władz (centralort) gminy Åstorp.
Miejscowość położona jest na północny zachód od pasma Söderåsen w północno-zachodniej części prowincji historycznej (landskap) Skania, ok. 10 km od Helsingborga przy drodze E4. 4 hektary obszaru tätortu Åstorp leży w granicach sąsiedniej gminy Ängelholm.
Åstorp, położony m.in. przy linii Helsingborg – Hässleholm – Kristianstad (Skånebanan), jest węzłem kolejowym.
W 2010 Åstorp liczył 9488 mieszkańców, z czego 9479 w granicach gminy Åstorp oraz 9 w granicach gminy Ängelholm.